# Jacques-Paul Lequeux
Pour les articles homonymes, voir Lequeux.
Jacques-Paul Lequeux est un architecte français né le 26 avril 1846 à Paris, ville où il est mort le 15 avril 1907.

## Biographie
Quatrième enfants et premier fils de Paul-Eugène Lequeux (1806-1873), architecte, et Constance Baltard (1812-1889), Jacques-Paul Lequeux est le neveu de Victor Baltard qui a épousé la sœur de son père, Adélaïde Adeline Lequeux. Il apprend le métier d'architecte auprès de son père à la Société centrale et à l'École nationale supérieure des beaux-arts de Paris (promotion 1868). En 1871, il épouse Alice Jadelot (1848-1907) avec qui il a quatre enfants.
Il est le frère d'Isabelle Lequeux (1834-1911), Louise Lequeux (1839-1915), Geneviève Lequeux (1841-1926), Gabrielle Lequeux (1847-1917), Paul Lequeux (1850-1918), André Lequeux (1852-1902) et Louis-Charles-Guillaume Lequeux (né en 1852),,. 
Architecte honoraire du département de la Seine, expert, conseiller près de la préfecture et des tribunaux civils, il demeure au 44, rue du Cherche-Midi à Paris.
Il meurt le 15 avril 1907 à son domicile dans le 6e arrondissement de Paris et est inhumé au cimetière de Sceaux. 

## Réalisations

### Édifices civils
- Hôtel de ville de Bagneux, 1875[10].
- Hôtel de ville de Romainville.

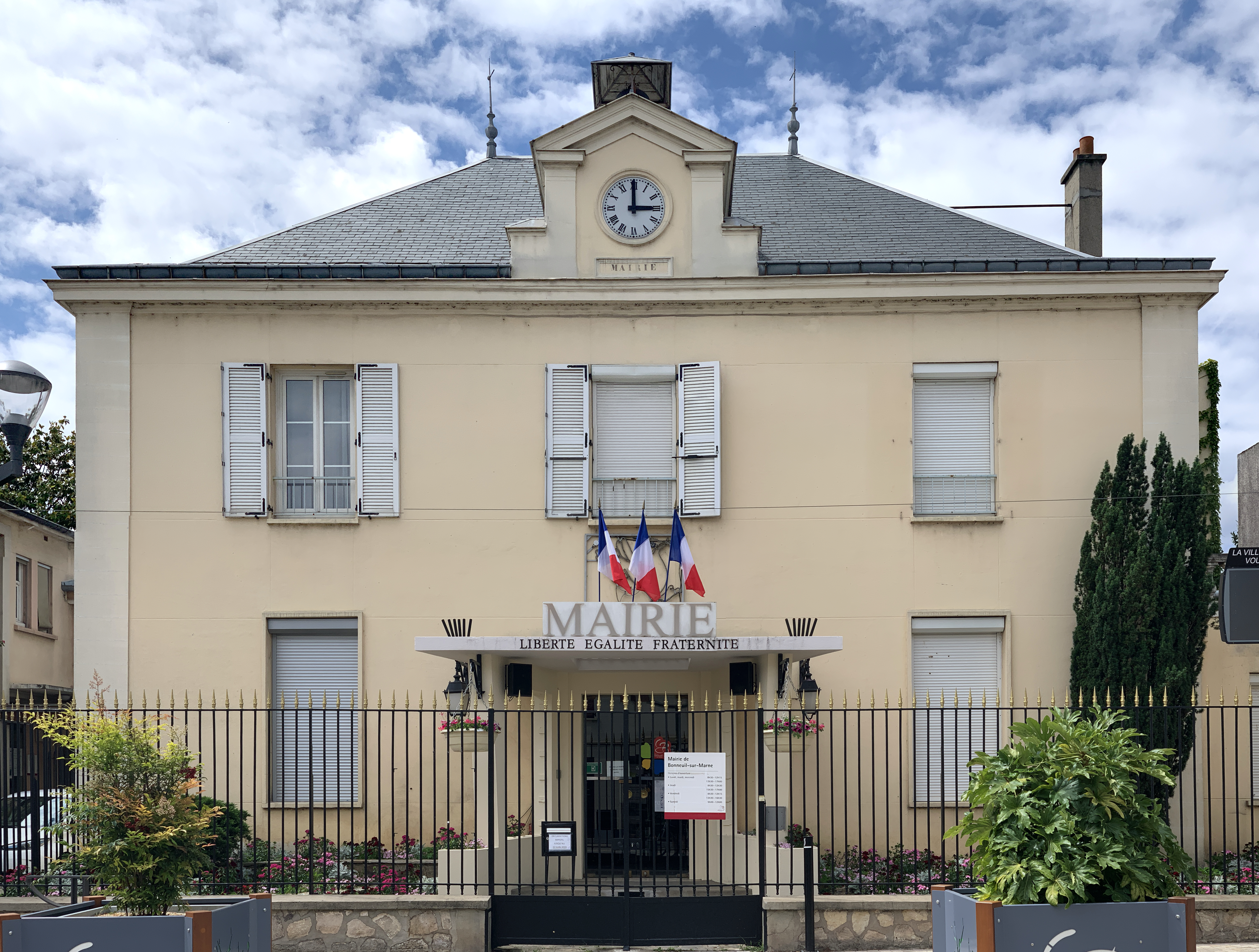
Mairie de Bonneuil-sur-Marne (1880).

- Hôtel de ville de Montrouge, sur l'emplacement du château du duc de La Vallière, achevé en 1883, les deux ailes de la mairie sont ajoutées en 1903 par l'architecte Jules Baboin.
- Mairie de Bonneuil-sur-Marne, 1880, inscrite aux monuments historiques[11].
- Mairie du Plessis-Piquet.
- Hôtel de ville de Clamart, dit Château Barral et du Colombier, place Maurice-Gunsbourg, 1878-1894.
- École de Gennevilliers, place Jean-Grandel.
- École de La Courneuve.
- École primaire de Clamart, 1860-1872-1880.
- École de Châtenay-Malabry.
- École du Plessis-Piquet.
- École Henri-Aguado à Gennevilliers.
- École maternelle des Grésillons à Gennevilliers.
- Hôpital Saint-Jacques de Paris.
- Hôpital Saint-Jean dit Hospice Brezin (orphelinat), 147, Grande-Rue à Sèvres (chapelle, buanderie oratoire), 1868-1895.
- Maison de retraite Boucicaut, 23-25, avenue Lombart, Fontenay-aux-Roses.
- Maison de Santé de Neuilly-sur-Marne dite aussi Asile ou Hôpital psychiatrique de Ville-Evrard, parc chapelle château. Inscrit aux monuments historiques.
- Hospice Sainte-Marguerite d'Antioche dite Maison de retraite Marguerite-Renaudin à Sceaux, 1895.
- Châteaux de Granès, (Tarn-et-Garonne),  Inscrit MH (2012).
- Villa des Milans, 19, rue Pierre-Curie à Sceaux, construite par le père, modifiée par son fils.
- Monument à Eugène Delacroix, square du Val-d'Osne à Saint-Maurice, inauguré en 1898, sculpteur Jules Dalou (1838-1902), Edmond Gruet (1863-1904) fondeur. Œuvre détruite, le piédestal ayant été transformé en monument aux morts par la municipalité et le buste du peintre transféré devant sa maison natale dans la même ville.

### Édifices militaires
- Gendarmerie de Bourg-la-Reine, 143, avenue du Général-Leclerc. Décor en céramique, construction à partir de 1900. Reconvertie en résidence privée.

### Édifices religieux
- Église Saint-Vincent-de-Paul de Clichy, sise à-côté de l'église Saint-Médard de Clichy, située boulevard Jean-Jaurès à Clichy.

## Récompenses
- Chevalier de la Légion d'honneur.
- Médaille à l'Exposition d'Hanoï.
- Médaille à l'Exposition de Barcelone.
- Médaille aux États-Unis d'Amérique en 1889[12].

## Iconographie
- Charles Blanc et Th. Truchelut, Portrait photographique de Jacques-Paul Lequeux, in: Recueil de photographies d'architectes admis à la Société centrale, entre 1870 et 1903, fonds ancien de la Société centrale.